# 食文化 (2ちゃんねる・5ちゃんねるカテゴリ)
食文化（しょくぶんか）は、匿名掲示板2ちゃんねる（2ちゃんねる (2ch.net)、2ちゃんねる (2ch.sc)、5ちゃんねる）のカテゴリの1つ。各種食べ物・飲み物に関する板をまとめている。

## 歴史
- 1999年7月 - 食べ物板(当時は料理・食べ物板)新設
- 1999年10月25日 - お酒・Bar・居酒屋（現お酒・Bar板、後に居酒屋板を分離）新設
- 2000年1月18日 - ラーメン板新設
- 2000年1月21日 - グルメ外食板新設
- 2000年8月8日 - 料理板新設
- 2000年11月27日 - B級グルメ板新設
- 2001年11月21日 - レシピ板新設
- 2002年1月21日 - お菓子板・ソフトドリンク板新設
- 2003年12月2日 - カレー板新設
- 2004年2月20日 - 健康食・サプリ板新設
- 2004年2月21日 - お茶・珈琲板新設
- 2004年8月11日 - 調味料板・インスタント麺板(当時はカップラーメン板)・そば・うどん板・おすし板・丼板・パン板・パスタ・ピザ板・焼肉板・たこ焼き等板・珍味板・ファミレス板・居酒屋板新設
- 2004年8月14日 - 弁当・駅弁板新設
- 2005年1月31日 - ワイン板新設
- 2007年2月9日 - 製菓・製パン板新設
- 2008年8月27日 - 野菜・果物板新設
- 2008年9月30日 - きのこ板新設
- 2008年12月10日 - 米・米加工品板新設
- 2014年5月28日 - ベジタリアン板新設
- 2015年9月2日 - たけのこ板新設

## 掲示板
32個の板からなる。（2015年11月現在）

### 食べ物板
一般的な食べ物に関する話題を扱う板。
現在は、代表君＝コペンハーゲン君＝ブーメーランの荒らしのせいで全く食べ物の話をしていない。

### お菓子板
お菓子に関する話題を扱う板。

### ソフトドリンク板
ソフトドリンクに関する話題を扱う板。正式名称は「ソフトドリンク＠2ch掲示板」である。
コカ・コーラなどのメジャー飲料からメッコールや神戸居留地などのマイナー飲料、お茶や水まで、淹れる飲み物と酒類以外の飲料全般を扱う。酒類はお酒・Bar板で扱うのがローカルルール。2002年1月21日 開設。

### お茶・珈琲板
“淹れる飲み物”に関する話題を扱う板。正式名称は「お茶・珈琲＠2ch掲示板」である。
コーヒーや紅茶、日本茶、ココアなどの淹れる飲み物について語る。また、カフェや喫茶店等の話題についても扱うが、缶コーヒーやペットボトルの緑茶といった既製飲料についての話題は、ソフトドリンク板にて扱う。

### 料理板
料理を作ることに関する話題を扱う板。鳥はむの発祥地。

### 米・米加工品板
米や米加工品に関する話題を扱う板。

### 野菜・果物板
野菜や果物などに関する話題を扱う板。

### きのこ板
きのこの話題を扱う板。正式名称は「きのこ＠2ch掲示板」である。
2008年9月30日 開設。ローカルルールでは筍や山菜などに関する話題は野菜･果物板を、MMなどのドラッグなどに関する話題は薬・違法板を利用することとなっている。

### たけのこ板
たけのこの話題を扱う板。正式名称は「Takenoko」である。
よく対立関係にあると思われがちだが、きのこ板の住民との関係は至って良好である。

### 調味料板
調味料に関する話題を扱う板。

### ラーメン板
ラーメンに関する話題を扱う板。なお、インスタントラーメン、カップ麺についてはインスタント麺板で扱う。正式名称は「ラーメン＠2ch掲示板」である。
食文化カテゴリの中では比較的早期に新設された。有名店、チェーン店などの店個別・単独スレッド、地域ごとにまとめてラーメン屋を扱う地域別スレッド、それ以外のスレッドの3種類に大別される。

#### 板の歴史
- 2000年1月18日 - ラーメン板を新設。(jbbs.net)
- 2000年4月15日 - サーバー移転。(jbbs.net→teri)
- 2000年6月22日 - サーバー移転。(teri→mentai)
- 2001年5月14日 - サーバー移転。(mentai→salad)
- 2001年12月24日 - サーバー移転。(salad→curry)
- 2002年5月15日 - サーバー移転。(curry→food)
- 2002年11月4日 - サーバー移転。(food→food2)
- 2002年12月6日 - サーバー移転。(food2→choco)
- 2002年12月21日 - サーバー移転。(choco→food3)
- 2004年5月27日 - サーバー移転。(food3→food5)
- 2004年7月1日 - サーバー移転。(food5→food6)
- 2004年8月11日 - インスタント麺板新設。(food6)
- 2006年12月28日 - サーバー移転。(food6→food7)
- 2007年3月24日 - サーバー移転。(food7→food8)
- 2008年9月27日 - サーバー移転。(food8→gimpo)
- 2010年8月1日 - サーバー移転。(gimpo→toki)

### インスタント麺板
インスタント麺に関する話題を扱う板。

### そば・うどん板
蕎麦やうどんに関する話題を扱う板。

### おすし板
寿司に関する話題を扱う板。

### 丼板
丼物に関する話題を扱う板。

### カレー板
カレーに関する話題を扱う板。

### パン板
パンに関する話題を扱う板。

### パスタ・ピザ板
パスタやピザに関する話題を扱う板。

### 焼肉板
焼肉に関する話題を扱う板。

### たこ焼き等板
たこ焼き、お好み焼き、もんじゃ焼きなどに関する話題を扱う板。

### 珍味板
珍味やおつまみ等に関する話題を扱う板。

### グルメ外食板
外食一般に関する話題を扱う板。

### ファミレス板
ファミリーレストランに関する話題を扱う板。

### B級グルメ板
B級グルメに関する話題を扱う板。

### 弁当・駅弁板
弁当や駅弁に関する話題を扱う板。

### お酒・Bar板
酒に関する話題を扱う板。

### ワイン板
ワインに関する話題を扱う板。

### 居酒屋板
居酒屋に関する話題を扱う板。

### レシピ板
料理のレシピに関する話題を扱う板。

### 製菓・製パン板
製菓、製パンなどに関する話題を扱う板。

### 健康食・サプリ板
健康食品やサプリメントに関する話題を扱う板。

### ベジタリアン板
健康食品やサプリメントに関する話題を扱う板。